# 盖尔托夫
盖尔托夫（德語：Geltorf）是德国石勒苏益格－荷尔斯泰因州的一个市镇。总面积8.08平方公里，总人口397人，其中男性182人，女性215人（2011年12月31日），人口密度49人/平方公里。